# Family Day
Family Day (deutsch Familientag) ist der Name eines staatlichen Feiertags in Südafrika, in den Kanadischen Provinzen Alberta, Ontario und Saskatchewan, im US-amerikanischen Bundesstaat Arizona und als „Familien- und Gemeinschaftstag“ im Australischen Hauptstadtterritorium. Außerdem ist es ein landesweiter US-amerikanischer Aktionstag.
Im deutschsprachigen Raum wird unter der Bezeichnung Familientag eine gemeinsame Unternehmung von Erwachsenen und Kindern, ein Treffen von den Mitgliedern eines Familienverbands, oder auch eine Veranstaltung von Institutionen und Unternehmen mit speziellen Konditionen für Familien verstanden.

## Australien

### Australisches Hauptstadtterritorium
Der Familien- und Gemeinschaftstag wird am ersten Dienstag im November begangen, an dem auch das Pferderennen um den Melbourne Cup ausgetragen wird. Dieser Tag wurde im Jahre 2007 nach Abschnitt 3(1)(b) des Feiertagsgesetzes aus dem Jahre 1953 des Australian Capital Territory (deutsch Australisches Hauptstadtterritorium) zum öffentlichen Feiertag erklärt und wird voraussichtlich im Jahre 2008 wieder stattfinden. In seiner Rede vor dem Legislativrat des Australischen Hauptstadtterritoriums begründete Mr. Andrew Barr, der Minister für Industrielle Angelegenheiten des ACT den weiteren öffentlichen Feiertag wie folgt:

“… I … will shortly declare the Family and Community Day holiday on Tuesday, 6 November as a public holiday to enable workers to take a break from their hectic working lives and to spend some quality time with their family and friends. As I have observed in previous times, Mr Speaker, Australians do work the longest hours of any country in the western world. We do deserve a break.”

„Ich erkläre Dienstag, den 6. November als Familien- und Gemeinschaftstag zum Feiertag, um den Arbeitnehmern zu ermöglichen, eine Auszeit von ihrem hektischen Arbeitalltag zu nehmen und Freizeit mit ihrer Familie oder ihren Freunden zu verbringen. Wie ich schon früher festgestellt habe, erreichen Australier innerhalb der westlichen Welt die höchste Zahl an Jahresarbeitstunden . ...Deshalb haben wir Australier etwas Freizeit verdient.“

## Kanada
In Kanada gibt es keinen bundesstaatlich einheitlichen Feiertag Family Day, einige Provinzen haben aber einen gesetzlich festgelegten Feiertag eingeführt.

### Alberta
Der Familientag findet am dritten Montag im Februar statt, er fällt auf den gleichen Tag wie der US-amerikanische Feiertag Presidents Day. Der Feiertag wurde zum ersten Mal im Jahre 1990 begangen. Bevor Saskatchewan im Jahr 2007 ebenfalls den Familientag als Feiertag einführte, war Alberta die einzige Provinz Kanadas, die einen staatlichen Feiertag für den Februar beschlossen hatte.
Der Feiertag wurde durch den Lieutenant Governor Helen Hunley im Auftrag des Premierministers von Alberta Don Getty verkündet, dies geschah unter dem Eindruck eines Drogen-Skandals, in den auch Dale Getty, der Sohn des Premierministers, involviert war (Dale Getty wurde wegen mehrerer Drogendelikte verhaftet und verurteilt). Premier Getty war im Zuge der Affäre zur Überzeugung gelangt, seine Familie vernachlässigt zu haben und meinte, es wäre wichtig für alle Bewohner der Provinz Alberta, mehr Zeit mit ihrer Familie zu verbringen.
Getty wurde für diese Anordnung kritisiert. Viele Bewohner Albertas glaubten, er missbrauche seine Position, um Schuldgefühle gegenüber seiner Familie zu kompensieren. Auch viele Arbeitgeber vertraten die Meinung, ein weiterer öffentlicher Feiertag wäre eine unnötige Kostenbelastung. Infolge der Kritik wurde der sogenannte Heritage Day zu einem nicht arbeitsfreien Feiertag (civic holiday) abgewertet. Eigentlich war der „Heritage Day“ ein gesetzlicher arbeitsfreier Feiertag, an dem Arbeitnehmer nicht zu arbeiten brauchten oder nur zu Feiertagslöhnen. Die Arbeitnehmer hätten lieber den „Heritage Day“ als arbeitsfreien Tag behalten. Den Arbeitgebern stand die freiwillige Anerkennung des Heritage Day als offiziellem Feiertag offen.

### Manitoba
Im Februar 2007 wurde bekannt, dass die Provinzregierung Manitobas ebenfalls die Einführung eines Feiertages im Februar erwog. Der Gesetzgeber erklärte, wie die Provinz Alberta, den dritten Montag im Februar zum staatlichen Feiertag, die Gesetzesvorlage wurde durch Manitobas Gesetzgebende Versammlung am 17. April 2007 verabschiedet. Dieser Tag soll auch an Louis Riel erinnern, ein Name der durch die Studenten und Schüler in ehrenvoller Erinnerung gehalten wird, erinnert er doch an den Métis Führer den „Vater“ von Manitoba. Der erste Louis Riel Tag war der 18. Februar 2008.

### Ontario
Ontario’s Familientag findet ebenfalls am dritten Montag im Februar als staatlicher Feiertag statt. Er wurde am 11. Oktober 2007 eingeführt, nach der Herbstwahlkampagne („fall Ontario election“) des Jahres 2007, in der
Dalton McGuinty als Premier wiedergewählt wurde. Er fand das erste Mal am 18. Februar 2008 statt. Dieser weitere Feiertag erhöht die Zahl der staatlichen Feiertage in der Provinz Ontario auf neun pro Jahr.

### Saskatchewan
Im Oktober 2006 schlug der Premierminister Saskatchewans diesen weiteren Feiertag beginnend im Jahr 2007 vor. Die Änderung des „Labour Standards Amendment Act“, 2006, wurde am 1. November 2006 in das Parlament eingebracht und durch den sogenannten „Royal Assent“ am 6. Dezember bestätigt. Das Gesetz erklärt den dritten Montag im Februar zum Familientag und wurde unmittelbar gültig; der erste Familientag in Saskatchewan war der 19. Februar 2007.
Im Großen und Ganzen ist die Zahl der jährlichen Feiertage für viele gleich geblieben, da der Ostermontag durch die Privatwirtschaft nicht länger als Feiertag betrachtet wird. Wirtschaftsexperten und Geschäftsleute schätzen trotzdem die Gesamtkosten dieses zusätzlichen Feiertags auf 140 Millionen Dollar pro Jahr und fordern steuerliche Erleichterungen, um die finanziellen Folgen abzumildern. Die Provinzregierung hat die steuerlichen Belastungen für Unternehmen um 95 Millionen Dollar gesenkt, aber für die meisten Firmen, die von der Regelung profitiert haben, ist die Zahl der Feiertage, an denen nicht gearbeitet werden darf, gleich geblieben.

## Südafrika
1994 wurde der Ostermontag wieder zum Family Day erklärt.

## Namibia
In Namibia wird der Familientag (Family Day) am 26. Dezember begangen.

## Vereinigte Staaten

### Arizona
Im Bundesstaat Arizona wird der American Family Day seit 1978 begangen. Es ist der vierzehnte in diesem Bundesstaat anerkannte Feiertag und der Termin ist der erste Sonntag im August.

### Landesweit
Das National Center on Addiction and Substance Abuse (CASA) an der Columbia University hat durch Forschungen festgestellt, dass je öfter Kinder mit ihrer Familie zusammen essen, diese weniger rauchen, Alkohol trinken oder Drogen verwenden (Abhängigkeitssyndrome). Man soll Zeit mit ihnen beim Essen verbringen („Spend time …“), mit ihnen über ihre Freunde und ihre Interessen reden („Talk to them …“), ihre Fragen beantworten und zuhören was sie sagen („Answer their questions …“) und anerkennen, dass man die Kraft hat den Kinder zu helfen „substanzfrei“ zu bleiben („Recognize that …“), also ein „STAR“ werden.
So startete die CASA im Jahre 2001 den Aktionstag Family Day – A Day to Eat Dinner with Your Children um die Eltern daran zu erinnern. Er wird seit 2008 manchmal auch National Family Day genannt. Seit dem ersten Jahr gibt es Proklamationen durch den Präsidenten, seit 2003 auch im Vorhinein. Der Tag wird jeweils am letzten oder vorletzten Montag im September begangen. (2001: 24., 2002: 23., 2003: 22., 2004: 27., 2005: 26., 2006: 25., 2007: 24., 2008: 22., 2009: 28.) Im Jahre 2008 wurde der Tag von allen 50 Gouverneuren und mehr als 800 Bürgermeistern oder County Executives unterstützt.